# مشعل بن عبد العزيز آل سعود
الأمير مشعل بن عبد العزيز آل سعود (26 صفر 1345 هـ / 5 سبتمبر 1926 - 7 شعبان 1438 هـ / 3 مايو 2017)، هو الابن الرابع عشر من أبناء عبد العزيز آل سعود الذكور. شغل سابقاً منصب وزير الدفاع والطيران والمفتش العام السعودي في الفترة (1951 – 1956)، ثم أمير منطقة مكة المكرمة بين أعوام (1963 – 1970)، رأس حتى وفاته هيئة البيعة السعودية التي تعنى باختيار الملك وولي العهد وتتكون من أبناء وأحفاد المؤسس الملك عبد العزيز آل سعود.

## مولده ونشأته
ولد الأمير مشعل بن عبد العزيز آل سعود في مدينة الرياض، كان يحب السياسة والطيران منذ صغره، وكان والده الملك عبد العزيز آل سعود الذي أصبح ملكاً في عام 1351 هـ قرر تدريبه على الحرب في عام 1353 هـ وكان بعمر 8 أعوام. وفي عام 1355 هـ قرر والده أن يوكل لإبنه خالد بن عبد العزيز آل سعود تعليمه فنون الحرب لتجاوز عمر والده 60 عام، وأنهى تعلمه في الحروب في عام 1357 هـ فأكمل تعليمه وانتهى منه في عام 1365 هـ.

## حياته السياسية
عيّنه والده عبد العزيز آل سعود في عام 1364 هـ نائباً لـ وزير الدفاع، وبقي في ذلك المنصب حتى وفاة شقيقه وزير الدفاع الأمير منصور بن عبد العزيز آل سعود عام 1370 هـ فعينه والده وزيراً للدفاع خلفاً له. وبعد وفاة والده عين نائباً لـ وزير وزارة المعارف، وكان يعمل مع فهد بن عبد العزيز آل سعود وبقي في هذا المنصب حتى بعد أن تركها فهد بن عبد العزيز آل سعود وفي عام 1382 هـ أعيد تعيينه وزيراً للدفاع والطيران وبقي فيها لفترة قصيرة. وبعد ذلك عين أميراً لـ منطقة مكة المكرمة. وفي عام 1389 هـ عيّنه الملك خالد بن عبد العزيز آل سعود رئيساً لـ هيئة السياحة السعودية، وبقي فيها حتى عام 1414 هـ.

## مناصب أخرى
عيّنه الملك فهد بن عبد العزيز آل سعود مستشار له وبقي يتولى هذا المنصب حتى عام 1426 هـ، عندما قرر ترك السياسية والتفرغ إلى حياته الشخصية وتجارته حيث أنه يمتلك عدة مشاريع بالمملكة أشهرها «مجموعة الشعلة القابضة»، كما أنه يرأس مجلس إدارة بايونيرز القابضة للاستثمارات المالية. بتاريخ 30 ذو القعدة 1428 هـ الموافق 10 ديسمبر 2007 عيّنه الملك عبد الله بن عبد العزيز آل سعود رئيساً لـ هيئة البيعة.

## مجموعة الشعلة
مجموعة الشعلة وتعرف أيضا باسم الشعلة القابضة هي شركة سعودية خاصة تأسست في عام 1970، يملكها الأمير مشعل بن عبد العزيز آل سعود. بدأت الشركة في الاستثمار في مجال التأمين والعقارات، ثم توسعت في دعم تجارة النفط السعودي.
يندرج تحت اسم مجموعة الشعلة العديد من الشركات المتخصصة:
- الظهران العالمية للنفط والغاز: أنشئت سنة 2006، وتنشط في مجالات التنقيب والحفر وإنتاج النفط والغاز؛ توفير خدمات حقول النفط والغاز؛ إصلاح وصيانة معدات النفط والغاز.
-أسمنت ينبع: شركة مصنعة للاسمنت بإجمالي طاقة إنتاجية أكثر من 7 ملايين طن من الكلنكر وبطاقة تعبئة أسمنت تصل إلى 10 ملايين طن سنوياً. تقع مصانع الشركة في منطقة رأس بريدي المطلة على ساحل البحر الأحمر، على بعد 70 كم شمال غرب ميناء ينبع ويقع مقر الإدارة العامة للشركة في مدينة جدة.[7]
-الجوف الزراعية.
- شركة الأعمال التقنية المتقدمة والحديثة.

## [3]أسرته
| الزوجة | الأبناء |
| --- | --- |
| الأميرة عذبية بنت مخلف بن جربوع المطيري (مطلقة)                                                                       | الأميرة نوف الأولى (متوفاة) |
| الأميرة دليل بنت سلمان بن محمد آل سعود (متوفاة)                                                                       | الأميرة العنود (متزوجة من الأمير عبد العزيز بن فهد بن سعد الأول آل سعود)، والأمير فيصل (متزوج من الأميرة لطيفة بنت سلطان بن عبد العزيز آل سعود) وله من الأبناء الأمير تركي (متزوج من الأميرة سارة بنت تركي بن عبدالله بن عبدالرحمن آل سعود) ، الأمير سعود (متزوج من الأميرة اضواء عبد العزيز بن مشعل بن عبد العزيز آل سعود)، الأميرة العنود (متزوجة من الأمير عبد العزيز بن فهد بن عبد العزيز آل سعود ولها من البنات الأميرة الجوهرة، والأميرة لطيفة) الأميرة لولوة (متزوجة من الأمير عبدالمجيد بن عبدالإله بن عبدالعزيز آل سعود) الأميرة مضاوي ، الأميرة دليل. |
| الأميرة شيخة بنت سعود بن عبد الله بن سعود آل سعود (توفيت عن عمر يناهز 71 سنة، وصلي عليها يوم الأربعاء 14 رجب 1421 هـ) | الأمير محمد (متوفى، كان متزوج من الأميرة سلطانة بنت سعود بن عبد العزيز آل سعود وله من البنات الأميرة مشاعل (متوفاة)، ومتزوج من الأميرة جواهر بنت بندر بن محمد بن عبد العزيز آل سعود وله من الأبناء الأمير مشعل، الأمير ماجد، الأمير سعود، الأمير فيصل (متزوج من الأميرة العنود بنت فيصل بن فهد بن مشاري بن جلوي) ، الأمير منصور (متزوج من كريمة الأمير عبدالله بن محمد بن عبدالله بن جلوي) ، الأميرة نورة (متزوجة من خالد بن سلمان بن عبدالعزيز آل سعود )، الأميرة العنود (متزوجة من الأمير محمد بن سعود بن فهد بن عبد العزيز آل سعود) ، والأمير سلطان ( كان متزوج من الأميرة لولوة بنت مشهور بن عبد العزيز آل سعود وله من الأبناء الأميرة سما، والأمير محمد). الأمير منصور متزوج من الأميرة نورة بنت عبد العزيز بن سعود الدغيثر وله من الأبناء الأمير وائل "متزوج من الأميرة العنود بنت فيصل بن مقرن بن عبد العزيز آل سعود"، الأمير محمد، الأمير مشعل، الأميرة بسمة "متزوجة من الأمير سلطان بن فهد بن سلمان بن عبد العزيز آل سعود"، الأميرة سارة "متزوجة من الأمير محمد بن نهار بن سعود بن عبد العزيز آل سعود"، الأميرة ريم، الأميرة وسمة متزوجه من نواف بن عبدالاله بن عبد العزيز ال سعود، الأميرة لمى "متزوجة من الأمير سلطان بن عبد الله بن عبد العزيز آل سعود"، الأميرة مشاعل" متزوجة من الأمير سعد بن عبد العزيز بن سعد بن عبد العزيز آل سعود") تزوج من الأميرة سلوى بنت زيد بن إبراهيم آل خيال (مطلقه) وله من الأبناء الأمير مشاري بن منصور بن مشعل الأمير عبد العزيز بن مشعل بن عبد العزيز آل سعود ( متزوج من الأميرة سارة بنت متعب بن عبدالعزيز وله من الابناء الأمير محمد (متزوج من الأميرة العنود بنت تركي بن سلطان بن عبدالعزيز ، ولهم من الابناء الامراء سارة وتركي) والأمير فهد (متزوج من الأميرة لطيفة بنت فهد بن عمر العبداللطيف )والأميرة اضواء (متزوجة من الأمير سعود بن فيصل بن مشعل بن عبدالعزيز ) والأميرة نورة والأميرة نوف (متزوجة من الأمير سلطان بن مشعل بن محمد بن سعود بن عبدالعزيز ولهم من الابناء الأمير مشعل) ، الأميرة مضاوي (متوفاة، كانت متزوجة من الأمير غالب بن سعود بن عبد العزيز آل سعود)، الأمير تركي، الأمير عبد العزيز (متزوج من الأميرة سارة بنت متعب بن عبد العزيز آل سعود)، الأمير خالد (متوفى، كان متزوج من الأميرة صيتة بنت جلوي بن سعود بن عبد العزيز آل سعود وله من البنات الأميرة شيخة)، والأمير بندر (متزوج من الأميرة مضاوي بنت متعب بن عبد العزيز آل سعود وله من الأبناء الأميرة سارة، الأميرة العنود، الأميرة نوف، و الأمير فيصل ). |
| الأميرة زهوة بنت حمود بن سليمان الضبعان (متوفاة)                                                                      | الأميرة حصة |
| الأميرة منيرة بنت محمد بن إبراهيم البواردي                                                                            | الأمير سلطان (تزوج من الأميرة الجوهرة السبهان، والأميرة سارة بنت بندر بن عبد العزيز آل سعود)، الأمير سعود (متزوج من الأميرة شاهة بنت محمد بن سعد الثاني آل سعود وله من الأبناء الأمير عبد العزيز، الأمير مشعل، الأمير محمد، والأمير عمر، وكان متزوج من الأميرة عريب بنت عبد الله بن عبد العزيز آل سعود وله من البنات الأميرة نورة)، الأميرة نورة (متزوجة من الأمير نواف بن سعد بن عبد الله آل سعود)، الأميرة نوف الثانية، الأميرة مها (متزوجة من الأمير منصور بن سلطان بن عبد العزيز آل سعود)، والأميرة لولوة (متزوجة من الأمير فيصل بن عبد الرحمن بن عبد العزيز آل سعود) |
| الأميرة شيخة بنت سلطان بن جهجاه العتيبي (مطلقة)                                                                       | الأميرة سارة (متزوجة من الأمير فيصل بن تركي بن عبد الله بن محمد آل سعود) |
| الأميرة خديجة بنت محمد آل قاسم الألمعي (مطلقة)                                                                        | |
| الأميرة بسمة بنت صغير بن حامد البلوي                                                                                  | |

## وفاته
أعلن الديوان الملكي السعودي في بيان رسمي عن وفاة الأمير مشعل بن عبد العزيز آل سعود يوم الأربعاء 7 شعبان 1438 هـ الموافق 3 مايو 2017. وقد صُلي عليه صلاة الميت بعد صلاة العشاء يوم الخميس 8 شعبان 1438 هـ الموافق 4 مايو 2017 في المسجد الحرام في مكة المكرمة، وقد تقدم المصلين عليه الملك سلمان بن عبد العزيز آل سعود وعدد من الأمراء. كما أدى الصلاة على الراحل الشيخ ناصر المحمد الأحمد الصباح ممثل أمير دولة الكويت، الشيخ جوعان بن حمد آل ثاني ممثل أمير دولة قطر وعدد من الشيوخ والأمراء والمسؤولين من مدنيين وعسكريين ونقل جثمانه إلى مقبرة العدل حيثُ دُفن هناك.

## وصلات خارجية
- الموقع الرئيسي للامير مشعل بن عبد العزيز نسخة محفوظة 27 سبتمبر 2013 على موقع واي باك مشين.

| سبقه عبد المحسن                             | ترتيب أبناء الملك عبد العزيز                            | تبعه سلطان                             |
| سبقه لا يوجد                                | نائب وزير الدفاع والطيران 1364 هـ - 1369 هـ             | تبعه متعب بن عبد العزيز آل سعود        |
| سبقه منصور بن عبد العزيز آل سعود            | وزير الدفاع والطيران (الفترة الأولى) 1369 هـ - 1373 هـ  | تبعه فهد بن سعود بن عبد العزيز آل سعود |
| سبقه محمد بن سعود بن عبد العزيز آل سعود     | وزير الدفاع والطيران (الفترة الثانية) 1382 هـ بضعة أشهر | تبعه سلطان بن عبد العزيز آل سعود       |
| سبقه عبد الله بن سعود بن عبد العزيز آل سعود | أمير منطقة مكة المكرمة 1382 هـ - 1390 هـ                | تبعه فواز بن عبد العزيز آل سعود        |
| سبقه لا يوجد                                | رئيس هيئة البيعة 1428 هـ - 1438 هـ                      | تبعه مقرن بن عبد العزيز آل سعود        |